# Madatyphlops rajeryi
Madatyphlops rajeryi — вид змій родини сліпунів (Typhlopidae). Ендемік Мадагаскару.

## Поширення і екологія
Madatyphlops rajeryi відомі з типової місцевості, розташованої в Національному парку Раномафана на сході Мадагаскар, на висоті 918 м над рівнем моря.. Вони живуть у вологих тропічних лісах, серед опалого листя.